# Bargur (Zebu)

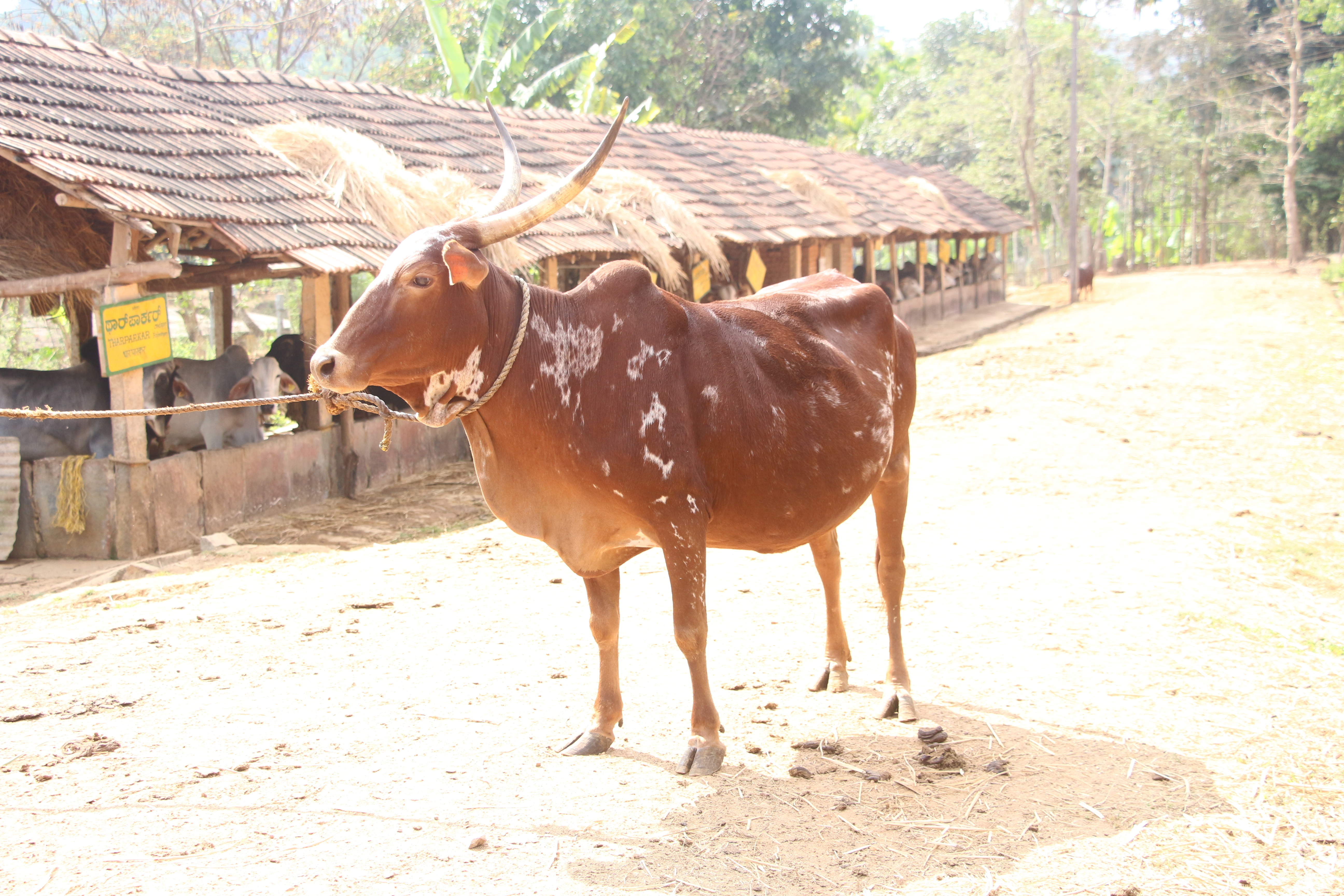
Bargur-Kuh

Bargur oder Baragur (Tamil பர்கூர், Kannada ಬರಗೂರು) ist eine Zebu-Rasse aus dem südindischen Bundesstaat Tamil Nadu.

## Beschreibung
Die Rinderrasse stammt aus der Berggegend um Bargur im Distrikt Erode nahe der Grenze zwischen den Bundesstaaten Tamil Nadu und Karnataka. Dort werden die Tiere vor allem von der dortigen Kannada-sprachigen Lingayat-Minderheit gehalten. Die Tiere sind von kompaktem Körperbau und mittlerer Größe und weisen als Kälber eine rote Färbung auf, die sich in späterem Alter zu Braun wandelt, mit einzelnen weißen Flecken. Sie gelten als halbwild, widerspenstig und nicht einfach zu halten. Die Widerristhöhe der Bullen bzw. Kühen liegt bei durchschnittlich 119 cm bzw. 115 cm, die Länge bei 114 cm / 114 cm und der Brustumfang bei 119  cm / 124 cm. Typischerweise grasen die Rinder im Freien im Wald und werden nur während der Erntesaison im Januar in die Dörfer zurückgetrieben, wo sie mit Stroh gefüttert werden bzw. auf den abgeernteten Feldern grasen.
Die Milchleistung der Kühe ist gering und beträgt nur etwa 0,5 bis 3,0 Liter pro Tag und Kalb. Die Bullen werden auf Grund ihrer Ausdauer als Zugtiere geschätzt. Außerdem wird der Dung als wertvoller Dünger verwendet. Die Zahl der Tiere hat seit 1980 um geschätzt 90 Prozent auf weniger als 10.000 im Jahr 2009 abgenommen. Als wesentlicher Grund hierfür wurden eingeschränkte Weiderechte in den Bergwäldern genannt. Im Januar 2015 gab die Universität für Veterinär- und Haustierwissenschaften von Tamil Nadu (Tamil Nadu Veterinary and Animal Sciences University) bekannt, dass eine Forschungsstation eingerichtet werden solle, um die seltene Rasse zu erhalten.